# Saint-Bonnet-de-Condat
Saint-Bonnet-de-Condat är en kommun i departementet Cantal i regionen Auvergne-Rhône-Alpes i mitten av Frankrike. Kommunen ligger  i kantonen Condat som ligger i arrondissementet Saint-Flour. År 2022 hade Saint-Bonnet-de-Condat 113 invånare.

## Befolkningsutveckling
Antalet invånare i kommunen Saint-Bonnet-de-Condat
Referens:INSEE